# Tito Nieves
Humberto 'Tito' Nieves (Río Piedras, 4 juni 1959), ook wel de Pavarotti van de salsa genoemd, is een Puerto Ricaanse muzikant, die een van de toonaangevende salsazangers van de jaren 1980 en begin jaren 1990 werd.

## Biografie
Geboren in Río Piedras, Puerto Rico en opgegroeid in de Verenigde Staten, begon Nieves zijn carrière tijdens zijn deelname aan Orquesta Cimarron, een in New York gevestigde groep. In 1977 werkte hij samen met zanger Héctor Lavoe en zijn orkest en trad hij toe tot de Conjunto Clasico. Later begon Nieves zijn solocarrière in 1986, waarbij hij zich onderscheidde door salsa in het Engels te zingen. Hij staat bekend om zijn hits als El Amor Más Bonito, Sonámbulo en de Engelstalige salsahit I Like It Like That (1996). Huidige hits van het album Fabricando Fantasias zijn onder meer Fabricando Fantasias en Ya No Queda Nada met La India, Nicky Jam en K-Mil. Hij ging naar de Xaverian High School in Brooklyn (New York), waar hij speelde in de Spaanstalige band Makondo. Hoewel hij vertrok voordat hij afstudeerde, kreeg hij in 1994 een erediploma.
De belangrijkste producent en muzikaal leider van de meeste van zijn opgenomen albums was Sergio George (1988-1993, 2001-2008, 2012-2013, 2018-2020).
In 2007 bracht hij Canciones Clasicas De Marco Antonio Solís uit, een eerbetoon aan de Mexicaanse zanger Marco Antonio Solís.
Tito Nieves was 12 augustus 2021 gastzanger op Sesiones Desde La Loma Ep. 19, het YouTube-kanaal van Norberto Vélez

## Persoonlijk leven
Nieves is sinds 2017 getrouwd en heeft twee zoons uit zijn eerdere huwelijk met Irma; Humberto Jr. en Ommy die op 24-jarige leeftijd aan botkanker overleed. Omdat Ommy geen Spaans kon verstaan is Nieves in het Engels gaan zingen.

## Discografie

### Soloalbums en projecten
- 1988: The Classic (RMM)
- 1989: Yo Quiero Cantar (RMM)
- 1991: Déjame Vivir (RMM)
- 1991: Mambo King 100th LP - Tito Puente (RMM) - track Nuestro Amor
- 1993: Rompecabeza - The Puzzle (RMM)
- 1993: Perfecta Combinacion - Familia RMM (RMM) - track Tu Por Aqui Y Yo Por Alla met Tony Vega
- 1994: I Like It Like That Soundtrack Vol. 2 (Sony Discos) - track I Like It met The Blackout All-Stars
- 1994: Dicen Que Soy - India (RMM) - track No Me Conviene met India
- 1995: Un Tipo Común (RMM)
- 1996: Recordando a Selena - Familia RMM (RMM) - track No Me Queda Mas
- 1996: Tribute to the Beatles - Familia RMM (RMM) - track Let It Be met Tito Puente
- 1996: La Jungla Latina - Tres Equis (RMM) - track Ritmo, Sabor Y Salsa met Miles Peña & Guianko Gomez
- 1996: Watermelon Man - Charlie Sepulveda (TropiJazz/RMM) - track Hola met Charlie Sepulveda
- 1997: De Todo Un Poco - Ray Sepulveda (RMM) - track La Dama De Mis Amores met Ray Sepulveda
- 1997: I Like It Like That (RMM)
- 1997: Serie Cristal Greatest Hits (RMM)
- 1998: Dale Cara A La Vida (RMM)
- 1998: The Sir George Collection (Sir George/WEA Latina) - track I Like It
- 1999: Clase Aparte (RMM)
- 2000: Asi Mismo Fue (RMM)
- 2001: En Otra Onda (WEA Latina)
- 2001: Arjona Tropical (Sony Discos) - track Tu Reputacion
- 2002: Muy Agradecido (WEA Latina)
- 2002: Temptation - Brenda K. Starr (Sony Discos) - track Por Ese Hombre met Brenda K. Starr & Victor Manuelle
- 2003: 25° Aniversario con Conjunto Clasico (WEA Latina)
- 2004: Fabricando Fantasías (SGZ)
- 2005: Edicion Especial - Ismael Miranda (SGZ) - track Eterno Nino Bonito met Gilberto Santa Rosa & Ismael Miranda
- 2005: Hoy, Mañana, y Siempre (SGZ)
- 2006: Soy Diferente - India (SGZ) - track No Es Lo Mismo met India
- 2007: Canciones Clasicas De Marco Antonio Solís (La Calle)
- 2007: En Vivo (La Calle)
- 2008: Dos Canciones Clasicas De Marco Antonio Solís (Machete/Universal)
- 2010: Entre Familia (ZMG)
- 2011: Mi Última Grabación (TNM)
- 2012: Que Seas Feliz (Top Stop)
- 2013: Mis Mejores Recuerdos (Top Stop)
- 2015: En Dos Idiomas (Tito Nieves Creations)
- 2017: Canciones Que No Se Olvidan (Tito Nieves Creations)
- 2017: Navidad A Mi Estillo (Tito Nieves Creations)
- 2018: Una Historia Musical - met Sergio George (Nu America)
- 2020: Voy a Extrañarte (Tito Nieves Creations)
- 2020: Si Tu Te Atreves met Daniela Darcourt (Tito Nieves Creations)
- 2020: Trancao'  (Tito Nieves Creations)

- Bibliothèque nationale de France: cb13977326s (data)
- Gemeinsame Normdatei: 13482153X
- International Standard Name Identifier: 0000 0000 5516 2278
- Library of Congress Control Number: no98016102
- MusicBrainz: 49f8d785-d170-4743-b020-7a624f45d45e
- Virtual International Authority File: 17416094
- WorldCat: E39PBJrcjtqCMHb9p9BQkcJv73